# Consejería de Fomento, Articulación del Territorio y Vivienda de la Junta de Andalucía
La Consejería de Fomento, Articulación del Territorio y Vivienda es el departamento de la Junta de Andalucía encargado de las competencias autonómicas en materia de vivienda, suelo, arquitectura e inspección en materia de vivienda; movilidad e infraestructuras viarias y de transportes (como carretera, vías ciclistas, ferrocarriles y otras infraestructuras viarias) cuyos itinerarios se desarrollen íntegramente en el territorio de Andalucía; transportes terrestres, marítimos, fluviales, por cable, aeropuertos, helipuertos, áreas de transporte de mercancías y demás infraestructuras del transporte que no tengan la calificación de interés general del Estado; ordenación del transporte de mercancías y de viajeros y viajeras con origen y destino en el territorio de la Comunidad Autónoma de Andalucía, sin perjuicio de la ejecución directa que se reserve el Estado; aeropuertos con calificación de interés general, cuando el Estado no se reserve su gestión directa; gestión y desarrollo de la Red de Áreas Logísticas de Andalucía y el impulso de la intermodalidad en aquellas; investigación, desarrollo e innovación; la superior inspección y el control de la calidad de la edificación, construcción y obra pública y el fomento e impulso, en el marco de la ordenación territorial y urbanística, de las declaraciones de interés estratégico para el fomento de iniciativas económicas.
Recibe este nombre desde el inicio de la XII legislatura (2022-2026).
La titular de la consejería y máxima responsable es Rocío Díaz Jiménez, que releva en el cargo a Marifrán Carazo, y tiene su sede en la calle Pablo Picasso, 6, de la ciudad de Sevilla.

## Historia
La Consejería de Fomento, Articulación del Territorio y Vivienda fue creada el 26 de julio de 2022, día de entrada en vigor mediante publicación en el BOJA del Decreto del Presidente 10/2022, de 25 de julio, sobre reestructuración de Consejerías. En su artículo 10 se establece que     

" Corresponden a la Consejería de Fomento, Articulación del Territorio y Vivienda las competencias que actualmente tiene atribuidas la Consejería de Fomento, Infraestructuras y Ordenación del Territorio, salvo las competencias en materia de puertos".
Decreto del Presidente 10/2022, de 25 de julio, sobre reestructuración de Consejerías

## Estructura
De acuerdo con el Decreto 160/2022, de 9 de agosto, por el que se establece la estructura orgánica de la Consejería de Fomento, Articulación del Territorio y Vivienda, la Consejería, bajo la superior dirección de su titular, se estructura para el ejercicio de sus competencias en los siguientes órganos directivos centrales: 
- Viceconsejería. 
  - Secretaría General de Vivienda. 
    - Dirección General de Vivienda y Regeneración Urbana.

  - Secretaría General Técnica.
  - Dirección General de Infraestructuras Viarias.
  - Dirección General de Movilidad y Transportes.
  - Dirección General de Infraestructuras del Transporte.
  - Dirección General de Ordenación del Territorio, Urbanismo y Agenda Urbana.

### Entes adscritos a la Consejería
Quedan adscritas a la Consejería:
- Agencia de Vivienda y Rehabilitación de Andalucía (AVRA), que depende directamente de la Viceconsejería.
- Agencia de Obra Pública de la Junta de Andalucía (AOPJA), que depende directamente de la Viceconsejería.
- Agencia Pública de Puertos de Andalucía (APPA), que depende directamente de la Viceconsejería, funcionalmente en materia de áreas de transporte de mercancías.
- Consorcio de Transporte Metropolitano del Área de Almería, que se adscribe a la Dirección General de Movilidad y Transportes.
- Consorcio Metropolitano de Transportes de la Bahía de Cádiz, que se adscribe a la Dirección General de Movilidad y Transportes.
- Consorcio de Transporte Metropolitano del Campo de Gibraltar, que se adscribe a la Dirección General de Movilidad y Transportes.
- Consorcio de Transporte Metropolitano del Área de Córdoba, que se adscribe a la Dirección General de Movilidad y Transportes.
- Consorcio de Transporte Metropolitano del Área de Granada, que se adscribe a la Dirección General de Movilidad y Transportes.
- Consorcio de Transporte Metropolitano de la Costa de Huelva, que se adscribe a la Dirección General de Movilidad y Transportes.
- Consorcio de Transporte Metropolitano del Área de Jaén, que se adscribe a la Dirección General de Movilidad y Transportes.
- Consorcio de Transporte Metropolitano del Área de Málaga, que se adscribe a la Dirección General de Movilidad y Transportes.
- Consorcio de Transporte Metropolitano del Área de Sevilla, que se adscribe a la Dirección General de Movilidad y Transportes.
- Consorcio Palacio de Exposiciones y Congresos de Granada, que depende directamente de la Viceconsejería.
- Laboratorios de ensayos de control de calidad de la construcción y obra pública, que se adscriben a la Secretaría General Técnica.
- Parque del Alamillo, que se adscribe a la Dirección General de Ordenación del Territorio, Urbanismo y Agenda Urbana.
- Parque Metropolitano Marisma de Los Toruños y Pinar de la Algaida, que se adscribe a la Dirección General de Ordenación del Territorio, Urbanismo y Agenda Urbana.
- Cetursa Sierra Nevada, S.A., que depende directamente de la Viceconsejería.
- Apartahotel Trevenque, S.A., que depende directamente de la Viceconsejería.
- Centro de Control y Gestión del Transporte Público en Andalucía, que se adscribe a la Dirección General de Movilidad y Transportes.

Igualmente, quedan adscritos a la Consejería, entre otros, los siguientes órganos colegiados:
- El Observatorio de la Vivienda de Andalucía.
- Las Comisiones Provinciales de Vivienda.
- La Comisión de Carreteras de Andalucía.
- El Observatorio Andaluz de la Movilidad Sostenible y la Logística.
- El Consejo de Transportes de Andalucía.
- Los Consejos Provinciales de Transportes.
- El Consejo Andaluz del Taxi.
- La Comisión Estadística y Cartográfica.
- El Consejo Andaluz de Ordenación del Territorio y Urbanismo.
- Las comisiones Territoriales de Ordenación del Territorio y Urbanismo.
- Las Comisiones Provinciales de Coordinación Urbanística

## Consejeros
| Imagen                                                              | Nombre                                                              | Mandato                                                             | Mandato                                                             | Mandato                                                             | Partido                                                             | Partido                                                             | Presidente de la Junta                                              | Presidente de la Junta                       | Monarca                   | Ref.   |
| Imagen                                                              | Nombre                                                              | Nombramiento                                                        | Cese                                                                | Duración                                                            | Partido                                                             | Partido                                                             | Presidente de la Junta                                              | Presidente de la Junta                       | Monarca                   | Ref.   |
| ------------------------------------------------------------------- | ------------------------------------------------------------------- | ------------------------------------------------------------------- | ------------------------------------------------------------------- | ------------------------------------------------------------------- | ------------------------------------------------------------------- | ------------------------------------------------------------------- | ------------------------------------------------------------------- | -------------------------------------------- | ------------------------- | ------ |
| Consejería de Fomento                                               |                                                                     |                                                                     |                                                                     |                                                                     |                                                                     |                                                                     |                                                                     |                                              |                           |        |
|                                                                     | Rafael Escuredo (n. 1944)                                           | 2 de junio de 1978                                                  | 2 de junio de 1979                                                  | 1 año                                                               |                                                                     | PSOE-A                                                              |                                                                     | Plácido Fernández Viagas (1978-1979)         | Juan Carlos I (1975-2014) |        |
| Consejería de Política Territorial                                  | Consejería de Política Territorial                                  | Consejería de Política Territorial                                  | Consejería de Política Territorial                                  | Consejería de Política Territorial                                  | Consejería de Política Territorial                                  | Consejería de Política Territorial                                  | Consejería de Política Territorial                                  | Rafael Escuredo Martínez (1979-1984)         | Juan Carlos I (1975-2014) |        |
|                                                                     | Jaime Montaner Roselló (n. 1946)                                    | 2 de junio de 1979                                                  | 28 de julio de 1982                                                 | 3 años y 56 días                                                    |                                                                     | PSOE-A                                                              |                                                                     | Rafael Escuredo Martínez (1979-1984)         | Juan Carlos I (1975-2014) |        |
| Consejería de Política Territorial e Infraestructuras               |                                                                     |                                                                     |                                                                     |                                                                     |                                                                     |                                                                     |                                                                     | Rafael Escuredo Martínez (1979-1984)         | Juan Carlos I (1975-2014) |        |
|                                                                     | Jaime Montaner Roselló (n. 1946)                                    | 28 de julio de 1982                                                 | 15 de marzo de 1984                                                 | 1 año y 231 días                                                    |                                                                     | PSOE-A                                                              |                                                                     | Rafael Escuredo Martínez (1979-1984)         | Juan Carlos I (1975-2014) |        |
|                                                                     | Jaime Montaner Roselló (n. 1946)                                    | 28 de julio de 1982                                                 | 15 de marzo de 1984                                                 | 1 año y 231 días                                                    | José Rodríguez de la Borbolla (1984-1990)                           | PSOE-A                                                              |                                                                     |                                              | Juan Carlos I (1975-2014) |        |
| Consejería de Economía y Planificación                              |                                                                     |                                                                     |                                                                     |                                                                     |                                                                     |                                                                     |                                                                     |                                              | Juan Carlos I (1975-2014) |        |
|                                                                     | Jaime Montaner Roselló (n. 1946)                                    | 15 de marzo de 1984                                                 | 30 de julio de 1986                                                 | 2 años y 137 días                                                   |                                                                     | PSOE-A                                                              |                                                                     |                                              | Juan Carlos I (1975-2014) |        |
| Consejería de Política Territorial                                  |                                                                     |                                                                     |                                                                     |                                                                     |                                                                     |                                                                     |                                                                     |                                              | Juan Carlos I (1975-2014) |        |
|                                                                     | Jaime Montaner Roselló (n. 1946)                                    | 30 de julio de 1986                                                 | 3 de febrero de 1987                                                | 188 días                                                            |                                                                     | PSOE-A                                                              |                                                                     |                                              | Juan Carlos I (1975-2014) |        |
| Consejería de Obras Públicas y Transportes                          |                                                                     |                                                                     |                                                                     |                                                                     |                                                                     |                                                                     |                                                                     |                                              | Juan Carlos I (1975-2014) |        |
|                                                                     | Jaime Montaner Roselló (n. 1946)                                    | 3 de febrero de 1987                                                | 27 de julio de 1990                                                 | 3 años y 174 días                                                   |                                                                     | PSOE-A                                                              |                                                                     |                                              | Juan Carlos I (1975-2014) |        |
|                                                                     | Juan José López Martos (n. 1938)                                    | 27 de julio de 1990                                                 | 2 de agosto de 1994                                                 | 4 años y 6 días                                                     |                                                                     | PSOE-A                                                              |                                                                     | Manuel Chaves González (1990-2009)           | Juan Carlos I (1975-2014) |        |
|                                                                     | Francisco Vallejo Serrano (n. 1957)                                 | 2 de agosto de 1994                                                 | 29 de abril de 2000                                                 | 5 años y 271 días                                                   |                                                                     | PSOE-A                                                              |                                                                     | Manuel Chaves González (1990-2009)           | Juan Carlos I (1975-2014) |        |
|                                                                     | Concepción Gutiérrez del Castillo (n. 1954)                         | 29 de abril de 2000                                                 | 18 de abril de 2008                                                 | 7 años y 355 días                                                   |                                                                     | PSOE-A                                                              |                                                                     | Manuel Chaves González (1990-2009)           | Juan Carlos I (1975-2014) |        |
|                                                                     | María del Mar Moreno Ruiz (n. 1962)                                 | 18 de abril de 2008                                                 | 8 de julio de 2008                                                  | 81 días                                                             |                                                                     | PSOE-A                                                              |                                                                     | Manuel Chaves González (1990-2009)           | Juan Carlos I (1975-2014) |        |
|                                                                     | Luis Manuel García Garrido (n. 1954)                                | 8 de julio de 2008                                                  | 7 de mayo de 2009                                                   | 303 días                                                            |                                                                     | PSOE-A                                                              |                                                                     | Manuel Chaves González (1990-2009)           | Juan Carlos I (1975-2014) |        |
|                                                                     | Rosa Aguilar Rivero (n. 1957)                                       | 7 de mayo de 2009                                                   | 22 de marzo de 2010                                                 | 350 días                                                            |                                                                     | PSOE-A                                                              |                                                                     | José Antonio Griñán Martínez (2009-2013)     | Juan Carlos I (1975-2014) |        |
| Consejería de Fomento y Vivienda                                    |                                                                     |                                                                     |                                                                     |                                                                     |                                                                     |                                                                     |                                                                     | José Antonio Griñán Martínez (2009-2013)     | Juan Carlos I (1975-2014) |        |
|                                                                     | Rosa Aguilar Rivero (n. 1957)                                       | 22 de marzo de 2010                                                 | 20 de octubre de 2010                                               | 181 días                                                            |                                                                     | PSOE-A                                                              |                                                                     | José Antonio Griñán Martínez (2009-2013)     | Juan Carlos I (1975-2014) |        |
|                                                                     | Elena Cortés Jiménez (n. 1973)                                      | 20 de octubre de 2010                                               | 26 de enero de 2015                                                 | 4 años y 98 días                                                    |                                                                     | IULV-CA                                                             |                                                                     | José Antonio Griñán Martínez (2009-2013)     | Juan Carlos I (1975-2014) |        |
|                                                                     | Elena Cortés Jiménez (n. 1973)                                      | 20 de octubre de 2010                                               | 26 de enero de 2015                                                 | 4 años y 98 días                                                    | Susana Díaz Pacheco (2013-2019)                                     | IULV-CA                                                             | Felipe VI (2014-presente)                                           | [ 7 ]                                        |                           |        |
|                                                                     | María Jesús Serrano Jiménez (n. 1970)                               | 26 de enero de 2015                                                 | 18 de junio de 2015                                                 | 143 días                                                            | Susana Díaz Pacheco (2013-2019)                                     |                                                                     | Felipe VI (2014-presente)                                           | PSOE-A                                       | [ 8 ]                     |        |
|                                                                     | Felipe López García (n. 1954)                                       | 26 de enero de 2015                                                 | 22 de enero de 2019                                                 | 3 años y 218 días                                                   | Susana Díaz Pacheco (2013-2019)                                     |                                                                     | Felipe VI (2014-presente)                                           | PSOE-A                                       | [ 9 ]                     |        |
| Consejería de Fomento, Infraestructuras y Ordenación del Territorio | Consejería de Fomento, Infraestructuras y Ordenación del Territorio | Consejería de Fomento, Infraestructuras y Ordenación del Territorio | Consejería de Fomento, Infraestructuras y Ordenación del Territorio | Consejería de Fomento, Infraestructuras y Ordenación del Territorio | Consejería de Fomento, Infraestructuras y Ordenación del Territorio | Consejería de Fomento, Infraestructuras y Ordenación del Territorio | Consejería de Fomento, Infraestructuras y Ordenación del Territorio | Juan Manuel Moreno Bonilla (2019-actualidad) |                           |        |
|                                                                     | María Francisca Carazo Villalonga (n. 1977)                         | 22 de enero de 2019                                                 | 26 de julio de 2022                                                 | 3 años y 185 días                                                   |                                                                     | PP-A                                                                | Felipe VI (2014-presente)                                           | Juan Manuel Moreno Bonilla (2019-actualidad) |                           | [ 10 ] |
| Consejería de Fomento, Articulación del Territorio y Vivienda       |                                                                     |                                                                     |                                                                     |                                                                     |                                                                     |                                                                     | Felipe VI (2014-presente)                                           | Juan Manuel Moreno Bonilla (2019-actualidad) |                           |        |
|                                                                     | María Francisca Carazo Villalonga (n. 1977)                         | 26 de julio de 2022                                                 | 3 de abril de 2023                                                  | 251 días                                                            |                                                                     | PP-A                                                                | Felipe VI (2014-presente)                                           | Juan Manuel Moreno Bonilla (2019-actualidad) | [ 10 ]                    |        |
|                                                                     | Rocío Díaz Jiménez (n. 1978)                                        | 3 de abril de 2023                                                  | En el cargo                                                         | 2 años y 113 días                                                   |                                                                     | PP-A                                                                | Felipe VI (2014-presente)                                           | Juan Manuel Moreno Bonilla (2019-actualidad) | [ 11 ]                    |        |